# Brandon Keener
Brandon James Keener (Fort Smith, 1º ottobre 1974) è un attore e doppiatore statunitense.

## Biografia
Brandon Keener è nato a Fort Smith, Arkansas, e si è laureato alla University of Arkansas at Little Rock aggiudicandosi la borsa di studio istituita da Irene Ryan per attori universitari ed esibendosi al Kennedy Center.
Keener è in divenuto noto soprattutto per i molti ruoli di doppiaggio in videogiochi, in particolare l'ex ufficiale della C-Sec Garrus Vakarian nella serie di Mass Effect, di ISAC in Tom Clancy's The Division, del detective Harold Caldwell in L.A. Noire, dello speaker di ADVENT in XCOM 2 e di Tobias in Saints Row e nel suo sequel Saints Row 2. Inoltre è apparso in numerosi film, serie televisive e oltre 70 spot pubblicitari per marchi come Skittles, 'Wink, BMW, FedEx e KFC.

## Filmografia

### Attore

#### Cinema
- L'inglese (The Limey), regia di Steven Soderbergh (1999)
- Galaxy Quest, regia di Dean Parisot (1999)
- Traffic, regia di Steven Soderbergh (2000)
- Free, regia di Andrew Avery (2001)
- Full Frontal, regia di Steven Soderbergh (2002)
- Prova a prendermi (Catch Me If You Can), regia di Steven Soderbergh (2002)
- Tahiti, regia di Davey Robertson (2003)
- Criminal, regia di Gregory Jacobs (2004)
- Intrigo a Berlino (The Good German), regia di Steven Soderbergh (2006)
- Slice, regia di Carmen Maria Milito - cortometraggio (2007)
- Alter Ego, regia di Jeremy Aldridge - cortometraggio (2007)
- Disastro a Hollywood (What Just Happened?), regia di Barry Levinson (2008)
- Beverly Hills Chihuahua, regia di Raja Gosnell (2008)
- La verità è che non gli piaci abbastanza (He's Just Not That into You), regia di Ken Kwapis (2009)
- Il signore dello zoo (Zookeeper), regia di Frank Coraci (2011)
- Parto con mamma (The Guilt Trip), regia di Anne Fletcher (2012)
- Senza uscita (Not Safe for Work), regia di Joe Johnston (2014)
- Anarchia - La notte del giudizio (The Purge: Anarchy), regia di James DeMonaco (2014)
- Tartarughe Ninja (Teenage Mutant Ninja Turtles), regia di Jonathan Liebesman (2014)
- Parker's Anchor, regia di Marc Hampson (2016)
- Lilly White, regia di Brian Rawlins - cortometraggio (2017)
- Madness, Farewell, regia di Benjamin Font (2018)
- The Riot Act, regia di 	Devon Parks (2018)
- Le ragazze di Wall Street - Business Is Business (Hustlers), regia di Lorene Scafaria (2019)
- Run Sweetheart Run, regia di Shana Feste (2020)
- Nocturne, regia di Zu Quirke (2020)
- Over/Under, regia di Sophia Silver (2022)

#### Televisione
- Undressed - serie TV, episodio 1x08 (1999)
- The Drew Carey Show - serie TV, episodio 6x25 (2001)
- Buffy l'ammazzavampiri (Buffy the Vampire Slayer) - serie TV, episodio 7x06 (2002)
- The Guardian - serie TV, episodio 2x20 (2003)
- Ricetta per un disastro (Recipe for Disaster), regia di Harvey Frost - film TV (2003)
- NYPD - New York Police Department (NYPD Blue) - serie TV, episodio 11x10 (2004)
- Babbo Natale cerca moglie (Single Santa Seeks Mrs. Claus), regia di Harvey Frost - film TV (2004)
- Medium - serie TV, episodio 1x03 (2005)
- Senza traccia (Without a Trace) - serie TV, episodio 2x20 (2005)
- Invasion - serie TV, episodio 1x18 (2006)
- The King of Queens - serie TV, episodio 9x08 (2007)
- La libreria del mistero: Le ombre (Mystery Woman: In the Shadows), regia di David S. Cass Sr. - film TV (2007)
- Avvocati a New York (Raising the Bar) - serie TV, episodio 1x07 (2008)
- Justified - serie TV, episodio 1x04 (2010)
- The Pacific - serie TV, episodio 1x10 (2010)
- The Defenders - serie TV, episodio 1x04 (2010)
- Body of Proof - serie TV, episodio 2x08 (2011)
- Castle - serie TV, episodio 4x22 (2012)
- Criminal Minds - serie TV, episodio 8x02 (2012)
- Suburgatory - serie TV, episodio 2x06 (2012)
- Revenge - serie TV, episodio 2x18 (2013)
- Hart of Dixie - serie TV, episodio 3x04 (2013)
- CSI - Scena del crimine (CSI: Crime Scene Investigation) - serie TV, episodio 14x20 (2014)
- Graceland - serie TV, episodio 2x01 (2014)
- NCIS: Los Angeles - serie TV, episodio 6x06 (2014)
- Living the Dream, regia di Mark Cendrowski - film TV (2014)
- The Exes - serie TV, episodio 4x18 (2015)
- Real Husbands of Hollywood - serie TV, episodio 4x07 (2015)
- Cocked, regia di Jordan Vogt-Roberts - film TV (2015)
- Agents of S.H.I.E.L.D. - serie TV, episodio 4x05 (2016)
- Hawaii Five-0 -serie TV, episodio 7x19 (2017)
- Suits - serie TV, 2 episodi (2017-2018)
- Swedish Dicks - serie TV, episodio 2x07 (2018)
- Lethal Weapon - serie TV, episodio 3x01 (2018)
- American Princess - serie TV, episodio 1x09 (2018)
- GLOW - serie TV, episodio 3x07 (2019)
- Pen15 - serie TV, 5 episodi (2019-2021)
- 9-1-1: Lone Star - serie TV, episodio 2x09 (2021)
- Hacks – serie TV, episodio 1x06 (2021)
- CSI: Vegas - serie TV, episodio 2x14 (2023)
- The Rookie - serie TV, episodio 5x20 (2023)
- Based on a True Story - serie TV, 4 episodi (2023)
- The Sex Lives of College Girls - serie TV, 4 episodi (2024-2025)
- The Pitt – serie TV, 7 episodi (2025)

### Doppiatore
- EverQuest II - videogioco (2005)
- Marc Eckō's Getting Up: Contents Under Pressure - videogioco (2005)
- Full Spectrum Warrior: Ten Hammers - videogioco (2006)
- Saints Row - videogioco (2006)
- Company of Heroes - videogioco (2006)
- Mass Effect - videogioco (2007)
- Saints Row 2 - videogioco (2008)
- Company of Heroes: Tales of Valor - videogioco (2009)
- Mass Effect 2 - videogioco (2010)
- Company of Heroes Online - videogioco (2010)
- L.A. Noire - videogioco (2011)
- Mass Effect 3 - videogioco (2012)
- The Bureau: XCOM Declassified - videogioco (2013)
- Lightning Returns: Final Fantasy XIII - videogioco (2014)
- Skylanders: Trap Team - videogioco (2014)
- Halo 5: Guardians - videogioco (2015)
- Fallout 4 - videogioco (2015)
- XCOM 2 - videogioco (2016)
- Tom Clancy's The Division - videogioco (2016)
- Fallout 4: Far Harbor - videogioco (2016)
- Fallout 4: Nuka-World - videogioco (2016)
- Mafia III - videogioco (2016)
- Dishonored 2 - videogioco (2016)
- The Walking Dead: A New Frontier - videogioco (2016)
- Mass Effect: Andromeda - videogioco (2017)
- XCOM 2: War of the Chosen - videogioco (2017)
- Red Dead Redemption II - videogioco (2018)
- Tom Clancy's The Division 2 - videogioco (2019)
- Mass Effect Legendary Edition - videogioco (2021)
- The Elder Scrolls Online: Necrom - videogioco (2023)
- Persona 5 Tactica - videogioco (2023)
- Avowed - videogioco (2025)[7]

## Doppiatori italiani
Nelle versioni in italiano delle opere in cui ha recitato, Brandon Keener è stato doppiato da:
- Luigi Ferraro in Buffy l'ammazzvampiri, CSI - Scena del crimine
- Fabrizio Picconi ne La verità è che non gli piaci abbastanza, Based on a True Story
- Sergio Lucchetti ne Il signore dello zoo
- Emiliano Reggente in Parto con mamma
- Riccardo Scarafoni in Body of Proof
- Edoardo Stoppacciaro in Castle
- Stefano Crescentini in Criminal Minds
- Massimo Triggiani in Revenge
- Fabrizio Manfredi in Anarchia - La notte del giudizio
- Emiliano Coltorti in NCIS: Los Angeles
- Marco Giansante in Agents of S.H.I.E.L.D.
- Carlo Scipioni in GLOW
- Massimo Bitossi in CSI: Vegas

Da doppiatore è stato usato da:
- Renato Novara in Mass Effect, Mass Effect 2, Mass Effect 3
- Mattia Bressan in Fallout 4
- Oliviero Corbetta in XCOM 2
- Paolo Sesana in Tom Clancy's The Division 2